# Bourogne
Bourogne är en kommun i departementet Territoire de Belfort i regionen Bourgogne-Franche-Comté i östra Frankrike. Kommunen ligger i kantonen Grandvillars som tillhör arrondissementet Belfort. År 2022 hade Bourogne 1 737 invånare.

## Befolkningsutveckling
Antalet invånare i kommunen Bourogne
| Referens: INSEE |